# Nonea echioides
Nonea echioides (Nonea echioides) — вид квіткових рослин родини шорстколистих (Boraginaceae).

## Біоморфологічна характеристика
Це однорічна рослина 5–50 см заввишки, щетиниста. Стебла висхідні, гіллясті від основи. Листки хвилясті, довгасті чи від видовжено-ланцетних до видовжено-лінійних, 2–7 × 0.3–1.2 см, нижні на ніжках, інші сидячі. Квітки дрібні, в коротких кінцевих китицях. Чашечка 4–5 мм завдовжки, розділена на 1/3, частки гострі, при плодах 7–11 мм. Віночок жовтувато-білий, чи білий, 5–6 мм завдовжки, його відгин у нижній частині здутий. Горішки 3–3.5 мм завдовжки, ≈ 2 мм завширшки, запушені, чорнуваті, сітчасті. 2n = 28.

## Поширення
Південна Європа, Західна Азія.
В Україні вид зростає на кам'янистих місцях і полях як бур'ян — у Криму на Тарханкутському півострові, в передгір'ях (Севастополь, Феодосія), ПБК (смт Планерське).